# Hyewon pungsokdo

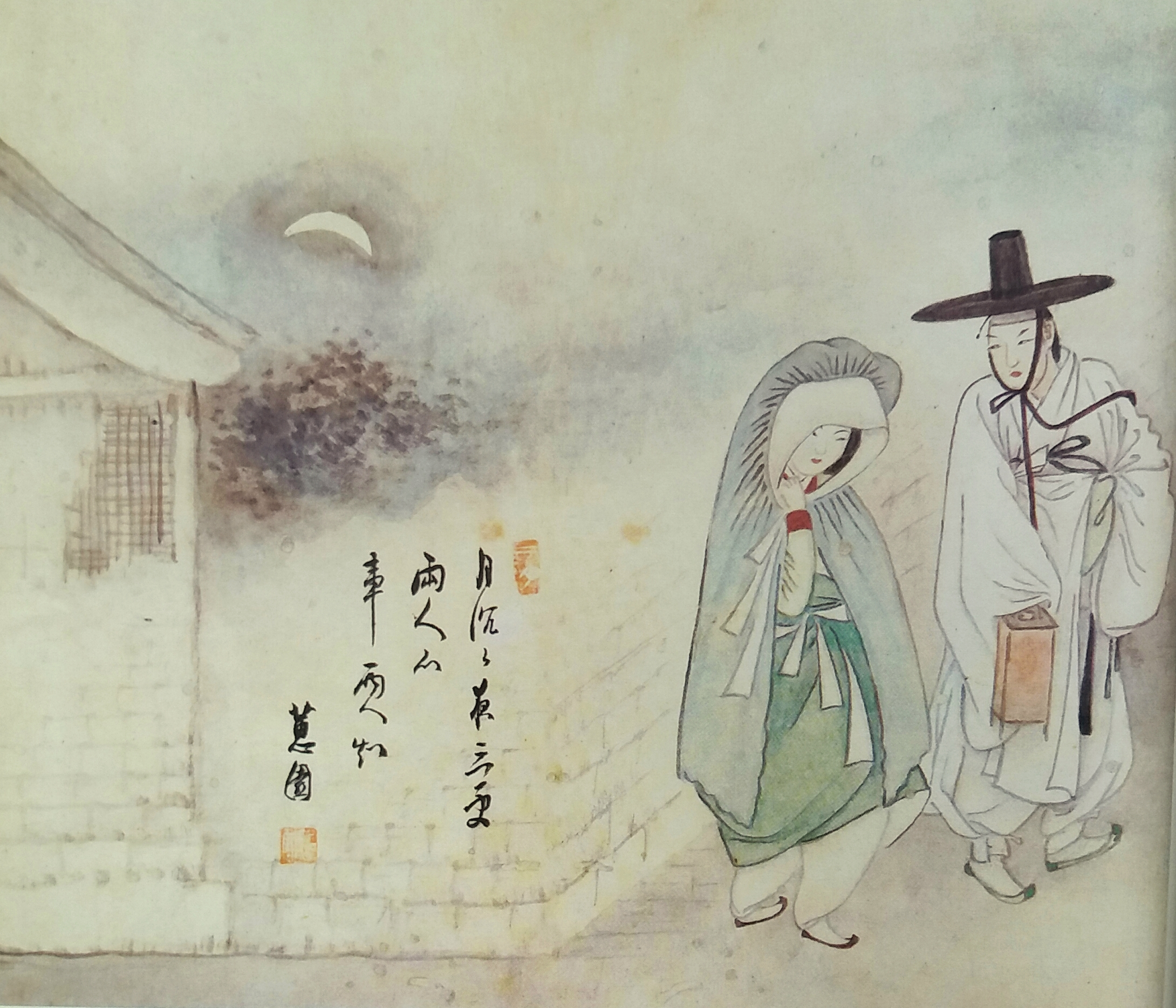
Hyewon pungsokdo
Hangul 혜원풍속도 / 혜원풍속도첩
Hanja 蕙園風俗圖 / 蕙園風俗圖帖

Hyewon pungsokdo es un álbum de pinturas dibujado por el pintor Coreano Shin Yunbok durante la última dinastía Joseon. Debe su nombre al seudónimo Hyewon, y consta de 30 cuadros en total. Hyewon pungsokdo está designado como el #135 Tesoros nacionales de Corea del Sur. La colección se encuentra en el museo de Arte Gansong situado en Seongbuk-gu, Seúl, Corea del Sur.

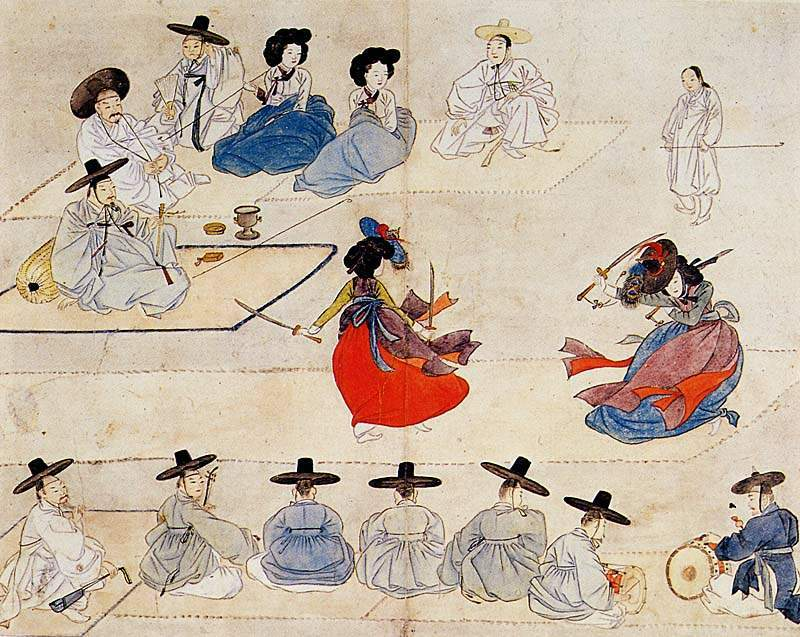
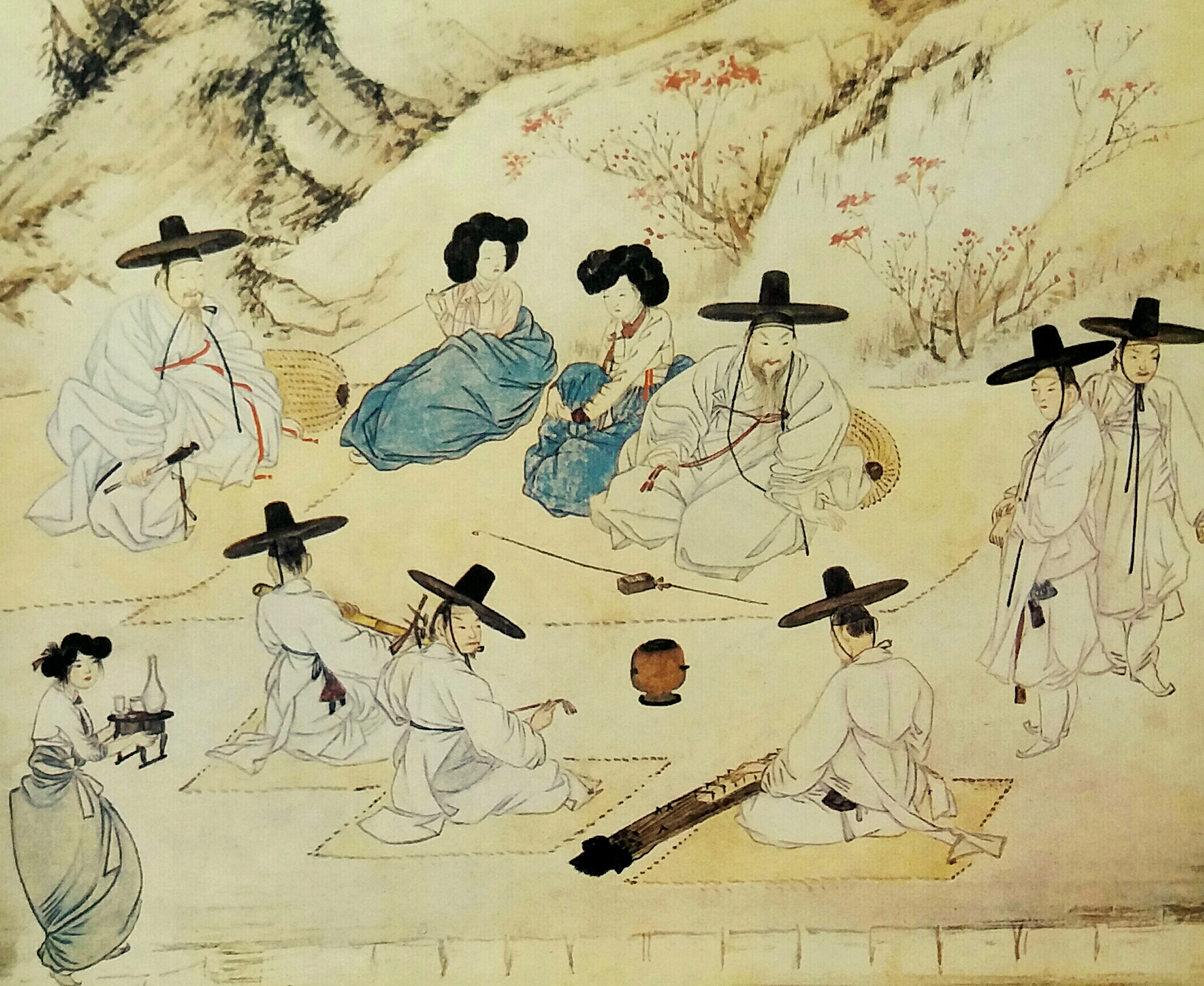
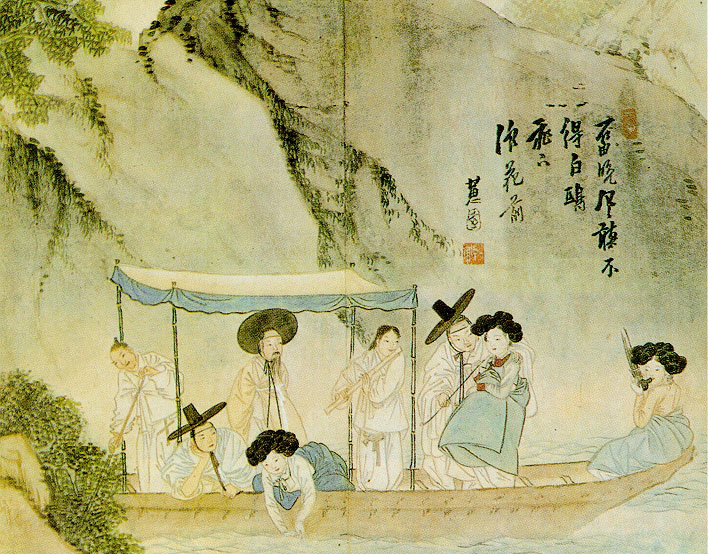